# Село Санта-Клауса
Село Санта-Клауса, або Село Йоулупуккі (фін. Joulupukin Pajakylä, дослівно Село-майстерня Йоулупуккі) — парк розваг у Фінляндії, присвячений Різдвяному Діду, якого у Фінляндії називають Йоулупуккі (фін. Joulupukki), а в англомовних країнах — Санта-Клаус. Розташований неподалік міста Рованіемі в провінції Лапландія.
За традицією вважають, що Санта-Клаус народився в Лапландії. Село Санта-Клауса вважають його безпосереднім місцем проживання, а тому воно є одним із найвідвідуваніших туристами місць Фінляндії.

## Історія Санта-Клауса
Коли бог створив землю і перших людей, та побачив, що люди є як погані, так і хороші, він захотів винагороджувати тих, хто поводився добре щороку. Для цього він вибрав найгарнішу пору року — зиму, коли все покрито снігами й земля перероджується й стає чистою. Господь вибрав для цього світлого та чистого чоловіка з країни вічних Морозів — Фінляндії, якого звали Клаус, чоловік розводив оленів і робив добро людям. На допомогу бог дав йому чарівних ельфів, які допомагали творити чудеса і разом з Клаусом будували чарівне село.

## Історія села
1950 року тут побувала Елеонора Рузвельт, вдова Франкліна Д. Рузвельта. Її вважають першим туристом, який відвідав місце проживання Санта-Клауса. На її честь тут побудовано хатину, побачити яку можна і нині (розташована поруч із поштовим відділенням).

## Туризм

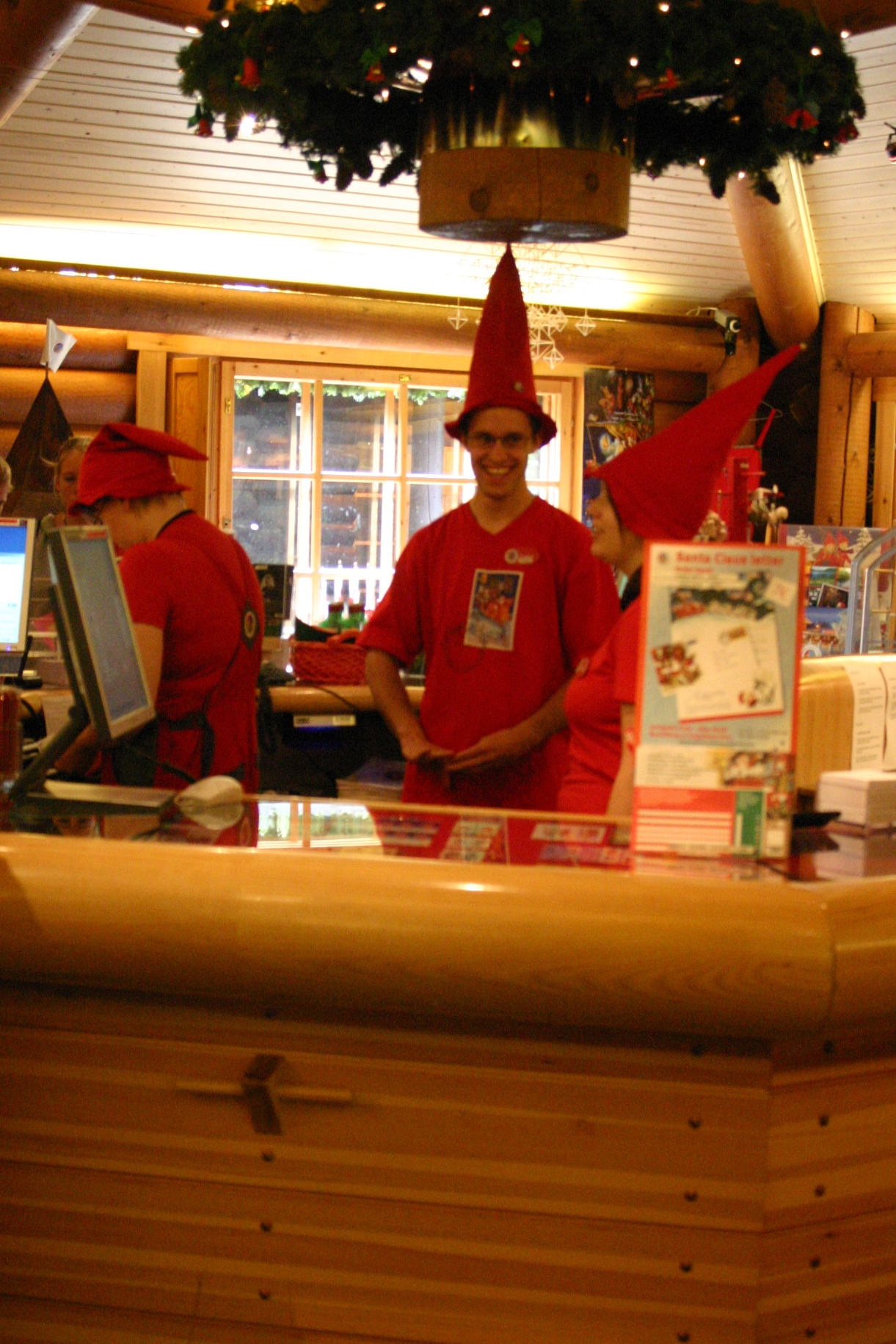
«Ельфи» у поштовому офісі Санта-Клауса

Основний потік туристів прямує сюди з Великої Британії, Німеччини, Росії, Франції, Ірландії, Китаю, Японії, Індії та багатьох інших країн. Останніми роками помітно зросла кількість туристів з Американських континентів, проте туристи зі США 2005 року становили лише 4,7 % від загальної кількості відвідувачів. Пояснюється це тим, що в американській традиції Санта-Клаус проживає на Північному полюсі, попри те, що там немає землі (Північний полюс розташований у Північному Льодовитому океані). У європейській культурі взагалі не згадано про місце проживання Санта-Клауса.
Село Санта-Клауса в Лапландії (в межах Полярного кола) є його найвідомішою резиденцією.

## Розташування

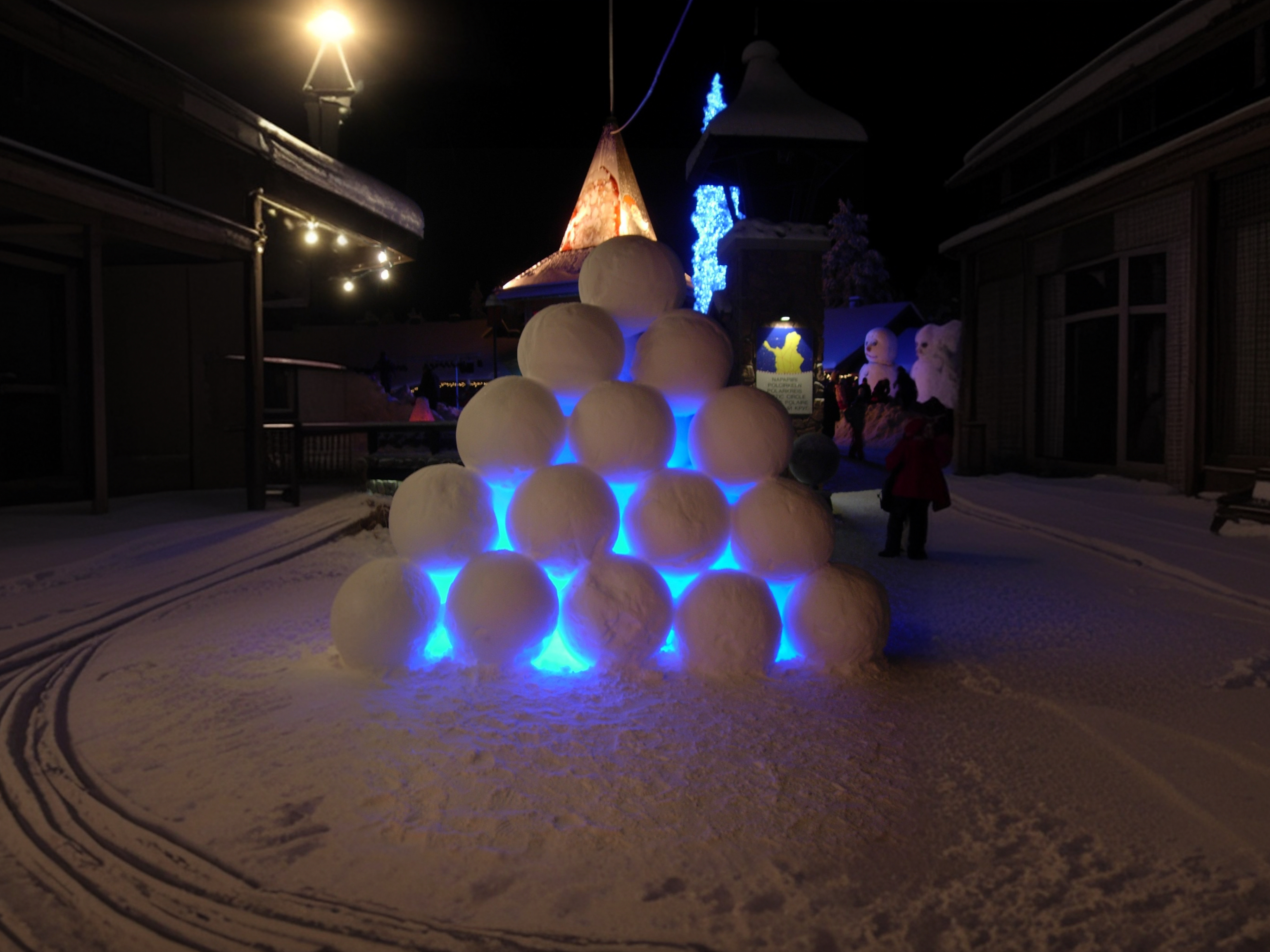
Піраміда зі снігових куль у селі Санта-Клауса

Село Санта-Клауса розташоване за 8 км на північний схід від Рованіемі і за 2 км від міжнародного аеропорту Рованіемі. Під час Різдва кількість рейсів, що прибувають до аеропорту, збільшується втричі.
В основному туристи добираються до Рованіемі зі стикувальним рейсом в аеропорту Гельсінкі, оскільки розклад рейсів влаштований так, щоб очікування не перевищувало 3 год. У різдвяні свята сюди організовують чартери зі Швеції, Англії та інших країн.
Крім того, до Рованіемі можна дістатися регулярними автобусними рейсами та залізницею.
Дістатися з Рованіемі до села Санта-Клауса можна на маршруті № 8, який ходить між станціями «Залізничний вокзал Рованіемі» та «Село Санта-Клауса». Поїздка автобусом займає близько 30 хвилин.
|                     |  |
| У селі Санта-Клауса |  |